# Mutuelle nationale des étudiants de France
La Mutuelle nationale des étudiants de France (MNEF), aujourd'hui devenue LMDE, est créée en 1948 en même temps que le régime de sécurité sociale étudiant pour le gérer. La création d'un régime étudiant de sécurité sociale est obtenue par l'Union nationale des étudiants de France (UNEF) et se fait dans le cadre de la charte de Grenoble qui dispose dans son article 2 qu'« en tant que jeune, l’étudiant a droit à une prévoyance sociale particulière, dans les domaines physique, intellectuel et moral ». Elle disparaît en 2000 dans le cadre d'un important scandale politico-financier.

## Histoire de la MNEF

### Loi créant et finançant une mutuelle nationale en 1948
La MNEF est créée en 1948, peu après le vote des députés en faveur du régime étudiant de sécurité sociale que l'UNEF vient d'obtenir, avec un financement dédié.
La loi consacre la gestion du régime par les étudiants eux-mêmes. La MNEF reçoit une délégation de service public pour le gérer sur l'ensemble du territoire, à l'exception de la Lorraine où l'AGE de Nancy crée la MGEL.
Cette loi du 23 septembre 1948 prévoit que les étudiants reçoivent les prestations de santé par l'intermédiaire des sections locales d'une mutuelle nationale. Pour dédommager cette dernière des frais administratifs ainsi engagés, la MNEF reçoit pour chaque étudiant assuré, une " remise de gestion ", versée par l'assurance-maladie, qui s'ajoute aux cotisations proprement mutualistes que lui versent ses adhérents. La cotisation est fixée par la MNEF mais le montant de la " remise de gestion " est fixé chaque année par le gouvernement, sans obligation précise de suivre l'inflation.

### Mutuelle locale ou mutuelle nationale?
L'UNEF gère à cette époque de nombreuses œuvres : restaurants universitaires, logements… Le niveau de direction est alors local, chaque association générale des étudiants d'une ville (ou AGE) les gérant de façon autonome. L'ampleur de la tâche pour gérer un régime de sécurité social rend plus pertinent la création d'une structure nationale plutôt qu'une fédération de structures locales (il y a à cette époque 150 000 étudiants). Le niveau national garantit aussi une indépendance face aux autorités universitaires et politiques locales.
Deux mutuelles locales vont cependant apparaître, la MGEL (Mutuelle générale des étudiants de Lorraine) et la MEM (Mutuelle des étudiants de Marseille). La MEM réintègre rapidement la MNEF en en devenant une section.

### Années 1950: conquêtes et réalisations de la MNEF
La mutuelle a une vie autonome de l'UNEF, malgré des liens forts avec le syndicat étudiant. Les dirigeants de la mutuelle sont élus sur listes, offrant un champ d'expression aux courants internes à l'UNEF (majo/mino). À partir des années 1950, c'est plutôt dans la « mino » de la direction de l'UNEF "que se reconnaît la direction mutualiste" de la MNEF, tout comme "une partie de la gauche syndicale expérimentera ses orientations dans la MNEF au cours des années 60", selon l'historien Robi Morder.

#### Prestations ajoutées, vaccinations, dispensaires et aide psychologique
De nouvelles prestations (caisse d'invalidité et de décès, assurance accidents, dommage aux tiers) viennent complémenter le régime de sécurité sociale créé après la guerre, dans les années 1950, la MNEF les présentant dans son journal La Mutu, réservé aux adhérents.
La prévention contre la tuberculose et le BCG suivent.
Un premier dispensaire ouvre en 1952 à Paris, puis à Lyon, suivi d'une clinique dentaire à Lyon et d'un centre de vaccination BCG à Lille. En 1953, la MNEF entre au conseil d'administration de la FSEF (fondation santé des étudiants de France).
Des Bureaux d'aide psychologique universitaire (BAPU) sont créés dans le sillage de celle, en 1955, du Comité national universitaire pour la santé mentale (CNUSM).
Plus tard, en 1972 la MNEF créera à Paris son premier centre d'orthogénie, «en violation de la législation française, deux ans avant qu'elle change, en comptant sur le soutien d'un large secteur de l'opinion.

#### Centres de vacances et logements
En 1956, la MNEF propose des logements en passant un accord avec les OPHLM.
La création de la Coopérative de l'Uni-club permet de gérer trois centres de vacances (France, Espagne et Corse). La commune corse de Cervione accueille ainsi sur la plage de Prunete un des deux centres de vacances créés par l'Uni-club, lui-même crée par le syndicat étudiant UNEF, l'autre étant en Espagne. Ce village de bungalow fait office en cours d'année scolaire de centre d'entraînement au sport et de formation à l'encadrement étudiant au cours de stages. L'Uni-Club est en 1965/66 repris par la MNEF, quatre ans après d'être diversifié, avec une «coopérative de l'Uni-club» qui étend son objet le 1° avril 1962 à «approvisionner en livres, polycopiés (..et comme) centrale d'achats» les étudiants.

### Années 1960: l'expansion permise par la remise de gestion
Les années 1960 voient une explosion des effectifs étudiants, qui recourent par ailleurs beaucoup plus aux soins ; la mutuelle doit faire face à une forte augmentation du nombre de dossiers traités (+ 59,3 % pour 20,6 % d'adhérents supplémentaires). Les effectifs salariés de la mutuelle doivent être augmentés et mettent en difficulté ses comptes. En 1971, la MNEF compte 426 052 adhérents.
Le système de remise de gestion créé en 1948 permet de prendre en considération le travail qu'effectue la MNEF pour le compte de la sécurité sociale. Il est consolidé par un rapport de la Cour des comptes, qui a en effet estimé en 1956 que « la sécurité sociale des étudiants ne finance pas la MNEF, c'est l'inverse qui est vrai »[réf. nécessaire].
Les remises de gestion seront ensuite régulièrement réévaluées en fonction des coûts, même si elles restent souvent inférieures au minimum préconisé par l'IGAS.
En 1962, la MNEF lance une revue prospective, Recherches universitaires, afin de développer les réflexions sur l'université et les conditions de vie et d'études des étudiants.
La croissance de la mutuelle s'adosse à celle du syndicat étudiant qui l'a fondée. De 1948 à 1968, UNEF et MNEF restent fortement imbriquées. Entre 1962 et 1969, 18 des 25 membres du bureau de la MNEF sont ainsi passés par des instances décisionnaires de l’UNEF. Les congrès on lieu au même endroit et au même moment, à Pâques. Les premiers jours sont consacrés à la mutuelle et les suivants au syndicat. La MNEF apparaît comme la « vice-présidence santé de l’UNEF » .  À partir de 1966-1967, toutes deux sont dirigées par des étudiants issus du PSU.

### Années 1970
Dans les années 1970, les élections étudiantes perdent de l'influence sur le fonctionnement réel de la MNEF, dont les salariés sont liés aux courants politiques qui se disputent la mutuelle. La cotisation est fixée par le gouvernement, qui module sa valeur en période d'inflation causée par les chocs pétroliers, mais aussi en fonction des groupes politiques qu'il veut gêner ou au contraire pousser sur l'échiquier et des mutuelles concurrentes qu'il encourage. Par ailleurs, les pertes sont épongées en fonction du bon vouloir d'autres partenaires, les mutuelles de salariés.

#### Nouvelle situation avant et après Mai 1968
La MNEF subit la nouvelle situation dans le monde étudiant au moment de Mai 1968, l'extrême-gauche s'étant renforcée depuis 1966-1967 de groupes maoïstes et trotskistes qui ont fait scission du PCF, auxquels ils s'opposent violemment tout en s'opposant aussi entre eux. Les socialistes sont aussi présents chez les étudiants mais divisés aussi, l'aile gauche s'étant rapprochée des communistes, en anticipant le programme commun qui ne sera signé qu'en 1972.  
L'aile droite des socialistes, influente à la Fédération nationale de la mutualité française et la MGEN, reproche elle à la MNEF de rouler pour le PSU, qui a refusé de rejoindre François Mitterrand lors de la création du Parti socialiste au Congrès d'Epinay en 1971 : le fichier de la MNEF et ses moyens financiers auraient alors serviraient selons les socialistes aux étudiants du PSU jusqu'en 1972 pour recruter des militants,. Jusqu’au début des années 1970, la MNEF est présidée par un étudiant bénévole qui passe le relais tous les printemps, lors du congrès annuel, mais elle s'est politisée à partir de 1967, qui la voit contrôlée comme l'UNEF par le PSU. 
A la direction de l'UNEF, lors des congrès de décembre 1968 et avril 1969, les étudiants du PSU ont de plus en plus de mal à bénéficier des alliances avec les moïstes et la Jeunesse communiste révolutionnaire (JCR, trotskiste), qui leur avaient permis, avant, pendant et après Mai 68, de résister à la montée de l'Organisation communiste internationaliste (OCI, trotskiste-lambertiste). En décembre 1968, la JCR quitte l'UNEF, où son entrée dans les comités d'action est contestée, tandis qu'en 1969 le place prise par les Mao-spontex est critiquée.
Les étudiants du PSU décident à leur tour, en janvier 1970, d'abandonner l'UNEF, mais restent finalement à la tête de la MNEF, contrairement à ce que prévoyaient les dirigeants nationaux, car les assemblées générales, congrès, comités, commissions, et stages des administrateurs leur ont souvent permis, aux frais de la Mutuelle, « d'échanger autant d'idées sur la révolution que sur la mutualité », observe Le Monde et empêcher leurs adversaires politiques de l'UNEF-Renouveau de prendre le contrôle de la Mutuelle, au point de rencontrer leurs rivaux de droite de la Fédération nationale des étudiants de France (FNEF). Les étudiants du PSU eux-mêmes sont divisés sur la question.
Quand l'UNEF se scinde en deux en 1971, les étudiants communistes d'un côté et les trotskistes de l'OCI de l'autre, la mutuelle affirme son autonomie en organisant ses propres congrès et en recrutant ses dirigeants en dehors des deux nouveaux syndicats, générant une direction administrative qui rompt avec le bénévolat. Jusqu'en 1972, la présidence change souvent. S'y succèdent Pierre Masson, Marc Gentes et Alain Schremp, tandis que Michel Silland, élu trésorier depuis janvier 1971, assure une relative continuité,.
Ces étudiants du PSU ont donné à leur gestion de la Mutuelle un sens politique, en voulant par exemple le premier centre d'orthogénie mutualiste, à une époque où l'avortement est toujours illégal. Mais des accusations graves, qui n'ont jamais pu être prouvées devant les tribunaux, pourtant fréquemment saisis, leur reprochent de tricher pour se maintenir à la direction. La rumeur veut qu'une camionnette, transportant les urnes après un vote, mit deux heures pour faire un trajet d'à peine 30 minutes. En réponse, leur avocat Pierre Gonzalez de Gaspard dresse la liste des procès gagnés,.
Les étudiants PSU décident néanmoins d'abandonner la direction de la MNEF, ce qu'ils font lors du congrès de Thonon le 14 mai 1972. Pour les élections à Paris, le bureau sortant renonce à se présenter et se borne à soutenir une liste de militants du CERES, l'aile gauche du Parti socialiste. L’appartenance politique des nouveaux dirigeants figure ainsi au compte-rendu officiel du congrès en 1972.
Conséquence, les soutiens de la FEN et de la MGEN sont rétablis. La transition a été possible car les nouveaux dirigeants sont proches de l'aile gauche du PS, le CERES, le courant socialiste qui porte les thèses de Jean-Pierre Chevènement. Ce changement s'effectue via une percée inattendue lors des élections à la Mutuelle, avec « la neutralité bienveillante de la direction sortante ». Il est précédé, côté étudiants socialistes, par une résolution unanime du 19 mars 1972 laissant la « liberté pour les étudiants socialistes d'être présents sur les listes MNEF à titre individuel ». Ceux-ci sont alors dispersés : une partie a choisi d'adhérer à l'UNEF Renouveau, mais une partie des étudiants CERES a choisi le MARC, créé en 1970. La nouvelle équipe réunit Gérard Jacot, président, Patrick Benoliel, trésorier et Patrice Finel, secrétaire général. En octobre 1972, elle reçoit le soutien de la FEN et de la MGEN, mais aussi de la CFDT, de la CGT et de la FNMF. Au cours de ce même congrès de 1972, les 22 sièges à pourvoir sont accordés en totalité à la majorité sans que l'UNEF-US n'obtienne un seul siège, ce qui déclenche les critiques des trotskistes de l'OCI qui, depuis 1967, s'étaient plaints des méthodes du PSU au sein de l'UNEF.
La préparation du congrès suivant, en juin 1973 à Marseille , souffre de violents incidents largement médiatisés, avec une première série de bagarres dans une réunion de la section parisienne, le 9 octobre 1972, entre des étudiants du CERES et Pierre Nesterenko, secrétaire général de l'UNEF US,.
Le 31 janvier 1973 à Lille, Pierre Nesterenko conteste à nouveau la procédure de dépouillement des urnes, avec 4 autres militants trotskistes, Patrick Danlen, Olivier Ruffier des Aimes et Thierry Delgrandi, comme lui de Paris, et Serge Andzejewski, étudiant à Lille. Tous les cinq sont écroués à la maison d'arrêt de Loos-les-Lille, après la plainte de Gérard Wolber, vice-président de la MNEF depuis 1972 et secrétaire général des Etudiants socialistes, blessé au visage et hospitalisé, qui subit un arrêt de travail de 12 jours. Nesterenko et Thierry Delgrande seront condamnés à dix jours d'emprisonnement et à 500 francs d'amende et leurs trois compagnons à 500 francs d'amende.
En juillet, l'UNEF US dénonce de son côté un service d'ordre assuré par des non-étudiants : le maire socialiste de Marseille Gaston Defferre a mis à la disposition des membres de la mutuelle des taxis, tous conduits par des militants socialistes locaux,. Bernard Loup devient président et Serge Lagauche vice-président, Patrick Benoliel et Patrice Finel conservent leurs fonctions. L'exclusion de la délégation parisienne de Pierre Nesterenko est à l'ordre du jour, mais finalement non discutée. Le CERES obtient 17 administrateurs sur 36 et les 7 postes du bureau. Le congrès adopte le vote par correspondance des étudiants pour se mettre à l'abri des pressions. La presse révèle que le déficit d'exploitation pour 1972 atteint alors 227 000 francs, mais en fait plus de 5 millions de francs en incluant les dépréciations d'actifs. La MNEF obtient une large compréhension des représentants syndicaux et mutualistes, qui dénoncent une politique de « remise en cause des acquis de 1945 sur la Sécurité sociale, déjà entamés » par les très contestées ordonnances de 1967, car la remise de gestion n'a pas été réévaluée depuis janvier 1968, même si le ministère de la santé publique et de la sécurité sociale décide finalement, en juin 1973, de la relever selon un barème progressif et rétroactif au 1er janvier 1971. Le taux de la remise de gestion, porté de 21 à 25,50 francs, est cependant toujours jugé insuffisant, le ministère demandant de relever la cotisation étudiante de 20 à 35 francs, ce qui a suscité l'opposition indignée du congrès. Les huit mutuelles concurrentes regroupent alors au total quarante mille étudiants. Le PSU, jusqu'en 1972 à la tête de la MNEF, dénonce le « dumping commercial » des compagnies d’assurance comme un « leurre », et le fait qu’en diminuant les taux de remboursement dans le sillage des très contestées ordonnances de 1967 sur la sécurité sociale, l'Etat demande aux assurés de supporter la dépense.
Face aux violences de 1973, la périodicité des congrès s'espace. En 1973, la MNEF décide de ne plus les réunir que tous les deux ans: le suivant a bien lieu en 1975, mais celui d'après seulement en 1979, ce qui complique le renouvellement de conseils d'administration dans une population étudiante qui se renouvelle rapidement. À partir de 1973, le bureau national de la MNEF est investi par des spécialistes du militantisme partisan .

#### Le rapport de l'IGAS ressort des tiroirs au printemps 1971
Peu après l'arrivée concomitante, en juin 1969, d'Olivier Guichard au ministère de l'éducation nationale et de Robert Boulin à la santé, une inspection est confiée à l'inspecteur général des affaires sociales Aurel. L'IGAS rend en mars 1970 un rapport sévère, non rendu public, qui souligne l'absentéisme et l'insuffisance de rendement dans certains services. 
Ce rapport ressort des tiroirs au printemps 1971, quand les dirigeants de la MNEF alertent les adhérents, l'opinion et l'État sur la situation financière de la mutuelle. Robert Boulin autorise la sécurité sociale à verser 1,8 million de francs à condition de réduire les coûts, comme s'y engage la MNEF. En octobre 1971, il exige la nomination d'un directeur administratif, alors que la MNEF emploie 450 personnes. Son rapport révèle qu'en 1969, les administrateurs étudiants de la MNEF et de sa section de Paris ont perçu au total 120 000 francs d'indemnités, alors que dès 1968 le déficit des œuvres sociales représentait déjà le tiers de la cotisation. À lui seul, l'UNI-club, organisme de séjours de vacances et de voyages racheté à l'UNEF en 1964, cumule plus de 2 millions de francs de déficit entre 1965 et 1968, soit 40 % du déficit total des œuvres sociales. Son déficit se creuse à 0,6 million de francs sur la seule année 1970. Il lui est reproché d'avoir consenti des tarifs de groupe, contraires au code de la mutualité, aux membres d'associations de loisirs proche de la Ligue communiste et du PSU. Le village de bungalow de Prunete en Corse est par exemple utilisé deux mois de suite pendant tout l'été 1970 par la Ligue communiste et son dirigeant Henri Weber pour organiser des stages militants de 250 personnes. Critiquée, la direction de la MNEF décide de vendre dès 1971 l'UNI-Club à l'Office du tourisme universitaire (OTU) . Au même moment, des déficits sont aussi pointés à la Mutuelle du commerce, de l'industrie et de l'artisanat.
Deux centres médicaux de soins, à Paris et Lyon, deux maisons de santé, des bureaux d'aide psychologique universitaires (B.A.P.U.) et des logements dans plusieurs villes ont aussi grevé le budget de la MNEF, qui totalise 3,5 millions de francs pour 1971. En mars 1972, le Dahu, bulletin grenoblois des militants de la Fédération nationale des étudiants de France (FNEF) dénonce le « scandale de la MNEF », des crédits « alloués pour les indemnités des administrateurs » qui dépassent les 800 000 francs par an, soit un total de 70.000 francs par mois. Une nouvelle inspection des affaires sociales est lancée début 1972 à la MNEF, qui craint que le cap du mois de juillet soit difficile à franchir. L'IGAS recommande de « réduire dans de très fortes proportions l’importance des sommes payées, à des titres divers, aux administrateurs » et ceux-ci passent la main.

#### Concurrence de nouvelles mutuelles
À partir de 1973, la MNEF connait des difficultés causées par la création d'une concurrente. Sous la présidence de Georges Pompidou, le Gouvernement Jacques Chaban-Delmas avait en effet décidé, vers 1970, pour des raisons politiques, de fragiliser la MNEF, en facilitant la concurrence. Devenu la seule sécurité sociale en France en situation de concurrence, celle des étudiants voit une explosion des dépenses de marketing, sommes non utilisées pour les remboursements de soins, évolution dénoncée par commission d'enquête du parlement comme renchérissant les coûts du régime étudiant[réf. nécessaire].
L'introduction de la concurrence s'effectue très progressivement entre 1970 et 1974, par régions et secteurs étudiants, avec des feux verts qui n'arrivent qu'au compte-gouttes : le 9 août 1972, la sécurité sociale approuve la création de l'Union des sociétés mutualistes régionales étudiantes (USMR) en remplacement de la SMEREP créée le 13 juillet 1971 à Paris. Puis en mai 1973, c'est la Société des étudiants mutualistes (SEM) présidée par Paul Tassel.
Le 8 février 1974, est créée l'Union nationale des sociétés étudiantes mutualistes régionales (UNSMR), devenue en 1978 l'Union des sociétés étudiantes mutualistes (USEM), avec à sa tête le tandem Bernard Choix et Paul Tassel. Les SMER se développent sous la présidence de Valéry Giscard d'Estaing, à l'initiative d'associations d'étudiants en médecine (par Tassel, Carois et Mallet) et de l'association générale des médecins de France. Les fonds initiaux ainsi que différentes aides sont apportés conjointement par un groupement de mutuelles des professions de santé et le gouvernement, mais ne permet que des structures régionales. Huit mutuelles régionales sont alors créées. Elles obtiennent le droit de gérer le régime de sécurité sociale étudiante malgré l'opposition de plusieurs Caisses primaires d'assurance maladie qui craignent une explosion des coûts de gestion qu'entraîne automatiquement la concurrence. Seule la MGEL, créée en 1948 par la FFEC de Nancy, préexistait en Lorraine.
La MNEF s'inquiète alors d'un autre risque : selon elle, la cotisation unique permettant un partage des risques entre tous les étudiants pourrait être concurrencée par un système consistant à segmenter la population selon ses moyens et les risques de santé, et générer ainsi « un clivage entre les étudiants les plus fortunés et les autres »[réf. nécessaire].

#### Plan de redressement de 1974
L'été 1974 est marqué par de grandes manœuvres politiques à gauche, dans la foulée du bon score de François Mitterrand, qui passe à deux doigts de gagner l'élection présidentielle de mai 1974. Dès le 11 juin, un appel est lancé pour des Assises du socialisme les 12 et 13 octobre, présidées par André Jeanson, ancien président de la CFDT, avec un groupe de travail « Relations partis-mouvements » au sein du syndicat CFDT dont les dirigeants Jacques Chérèque et Pierre Héritier vont rejoindre le PS, tout comme deux dirigeants du PSU, Michel Rocard et Robert Chapuis.
En juillet 1974, la MNEF est confrontée à un problème de trésorerie car elle subit toujours le blocage de sa rémunération, malgré l'inflation du Premier choc pétrolier, à 27,40 francs par étudiant et par an, alors qu'un rattrapage exigerait 37 francs. Au même moment les concurrentes perçoivent le même montant.
La perte d'adhérents partis vers les mutuelles concurrentes est modeste, la MNEF conservant 380 000 adhérents, mais Le déficit est évalué à 8 millions de francs, portant son total cumulé à 10 millions de francs.
La MNEF réagit par deux décisions : des emprunts à long terme et une baisse des coûts. Mais ces emprunts ne sont pas finalisés, la Caisse nationale d'assurance maladie proposant des avances de trésorerie, qui vont totaliser 17,7 millions de francs en trois ans . Le moratoire a deux échéances, qui seront honorées, au 31 décembre 1977 et au 31 décembre 1978, mais la MNEF ne réduit finalement son déficit budgétaire que de 15 % à 6 % à cause de l'augmentation de la consommation médicale. François Mitterrand et Pierre Mauroy, les deux poids lourds du Parti socialiste (PS), font pression pour que la MNEF nomme directeur général Bernard Montanier, membre du comité directeur du PS depuis février 1971, directeur de cabinet du maire de Suresnes Robert Pontillon, un vieil ami de François Mitterrand alors au secrétariat du PS, et adjoint depuis 1970 d'un autre proche, Roger Fajardie, à la direction du club mitterrandiste le CEDEP (Centre national d'études et de promotion). Fin 1974, Bernard Montanier quitte ses fonctions à la suite d'un différend avec Robert Pontillon.
Fragilisés par les difficultés financières, le président de la mutuelle Serge Lagauche et 10 des 23 administrateurs socialistes  quittent le CERES au congrès de Pau du PS, en février 1975, pour rejoindre le courant mitterrandiste qui veut alors s'adresser à la jeunesse.
C'est aussi en 1975 qu'un directeur général est nommé par l'État, alors qu'au printemps, les élections au conseil d'administration de la mutuelle ne réunissent que 21 % de participation.
En juillet 1975, la MNEF réunit son congrès et l'équipe dirigeante appuie la visite de Jean-Pierre Soisson, secrétaire d'État aux Universités, des étudiants socialistes qui ont changé de courant pour devenir mitterrandistes , à la demande d'une proche de François Mitterrand, Édith Cresson. Serge Lagauche déclare que les liens sont renoués avec la FNMF, la MNEF participant davantage au Conseil d'administration de celle-ci. Le plan de redressement échouera finalement à long terme, les mitterrandistes reprenant les méthodes pratiquées avant eux par les dirigeants proches du PSU, puis ceux proches du CERES. Au cours de l'hiver 1978-1979, la MNEF est de nouveau débitrice de 14 millions de francs auprès de la Caisse nationale d'assurance-maladie. Entre-temps, en octobre 76, deux dirigeants du Mouvement de la jeunesse socialiste entrent à la direction de la MNEF, le « secrétaire à la coordination et aux étudiants », Jean-Michel Grosz, et le secrétaire national Didier Vaillant, qui devient administrateur délégué de la MNEF, chargé du secteur stratégique de la propagande.

#### Passage du contrôle de la MNEF aux étudiants du COSEF
Le Comité pour l'organisation du syndicat des étudiants de France (COSEF), fondé fin 1975 par des étudiants socialistes proches de François Mitterrand, prend progressivement le contrôle de la MNEF dès le debut de la même année. L'arrivée des mitterrandistes est prévue dès le congrès de Pau du PS en février 1975, quand le président de la MNEF Serge Lagauche rejoint ce courant. Son organisation des élections de 1975 à la direction de la MNEF est ensuite critiquée. René Maurice, président de l'UNEF Renouveau, proche du Parti communiste, dénonce lors d'une conférence de presse de nombreuses irrégularités de la direction de la mutuelle lors des élections du 28 mai au 11 juin 1975, notamment des listes invalidées à Rouen, Dijon, Grenoble et Marseille par la commission de contrôle, dont les 36 membres, tous socialistes, sont nommés par le président de la MNEF Serge Lagauche. Ce dernier répond que « la grève des postiers de certains centres de tri parisiens a retardé l'envoi de matériel électoral, mais que la quasi-totalité des étudiants l'ont finalement reçu dans les délais et que les listes invalidées l'ont été parce qu'elles avaient été déposées trop tard ou irrégulièrement ».
À partir de 1976, par le jeu des cooptations, le PS impose l’entrée progressive de partisans de son premier secrétaire François Mitterrand. Roger Fajardie, secrétaire national du PS, lui rend régulièrement compte de ses efforts pour renforcer le soutien de la MNEF au COSEF. Dans une lettre, il l'informe prévoir que la MNEF veille à la situation matérielle d'un de ses militants pour qu'il « continue à s’occuper du secrétariat du COSEF », mais sans entrer « personnellement à la direction de la MNEF ». La mutuelle prend ainsi en charge dès 1976 la « situation matérielle » de ce responsable étudiant. Dans un autre courrier du 30 septembre 1976, il précise avoir rencontré le président de la MNEF Serge Lagauche à deux reprises, et s'être mis d’accord avec lui pour que deux dirigeants du COSEF, Grosz et Vaillant, entrent en octobre 1976 au Bureau de la MNEF, et que deux autres intègrent en janvier 1977 le conseil d'administration de la mutuelle.
Les responsables du PS chargés des rapports avec les étudiants encouragent ensuite ces pratiques, plutôt qu’ils ne les répriment. Syndicalisme étudiant, la revue du COSEF, qui a un « tirage beaucoup moins important » que celles des deux autres syndicats, UNEF-RE (Renouveau) et UNEF-US (Unité syndicale), bénéficie ainsi des mêmes publicités de la MNEF. Le montant de l’indemnité mensuelle atteindra à partir de 1979 le seuil de 6 000 francs en guise de rémunération des étudiants à la tête de la mutuelle, qui sont alors aussi à la direction de l'UNEF-US.

#### Période 1976-1979
La MNEF reste dirigée à partir de 1976 par des étudiants socialistes, mais ils sont contestés par le syndicat UNEF Renouveau, première association étudiante avec 50.000 adhérents, dont les dirigeants sont proches du PCF. Ce dernier recherche en janvier 1977 près de 250.000 francs pour faire face à ses échéances, selon son président Jean-Luc Mano, après la suppression par le gouvernement d'une subvention en novembre 1976 alors qu'elle recevait jusque là du secrétaire d'État aux universités 80 000 francs pour compléter un budget de 1 million de francs, provenant pour un quart des cotisations et pour 40% du produit des services aux étudiants .
En 1978, la MNEF subit l'accusation de faciliter la remise en cause par le gouvernement de la gestion étudiante de la Mutuelle, lancée par l'UNEF Renouveau, dans un article de L'Humanité repris par Le Monde le 26 mai, qui voit des « pratiques politiciennes » dans le report des élections au printemps suivant, en 1979, alors qu'elles devaient avoir lieu par correspondance du 1er au 22 juin 1978.
Les élections au conseil d'administration devaient en principe avoir lieu tous les deux ans, mais le précédent scrutin avait été maintes fois reporté en raison du climat de tension, et en juillet 1979, l'UNEF Renouveau demande cette fois son annulation en contestant le décompte des votes reçus par la poste, décidé par le congrès de 1973 mais mis en place seulement en 1975. Les résultats ne donnent pas de majorité absolue au Bureau national : 40% en 1975 et encore en 1979, l'UNEF Renouveau passant de 19 à 17% et l'UNEF-US de 31 à 27% tandis que le MAS obtient 8%, en progression par rapport aux 3% du MARC en 1975. Selon l'historien et spécialiste du monde étudiant Robi Morder, ces résultats produisaient dès 1975 des distorsions « frappantes » avec les résultats des élections aux CROUS.
La MNEF comptait en 1978 environ 380.000 adhérents et employait toujours 600 salariés, en hausse par rapport à 1974, pour un budget de 90 millions de francs. Et elle reste débitrice de 14 millions de francs auprès de la Caisse nationale d'assurance-maladie, présidée par un militant du syndicat Force ouvrière, tandis que la mutuelle étudiante est aidée par la FEN (Fédération de l'éducation nationale), dont des militants dirigent la Mutuelle générale de l'éducation nationale (MGEN).

#### Changement de direction en 1979
Le 20 mai 1978, L'Humanité reprend un communiqué de l'UNEF Renouveau dénonçant le fait que des élections auraient déjà dû avoir eu lieu en 1977, l'année précédente, et mettant en garde contre un risque de fraude. Une semaine après, Le Monde observe « le discrédit qui entoure aujourd'hui » la direction de la MNEF, constituée de mitterrandistes depuis 1974 et contestée par l'ensemble des organisations étudiantes, y compris le petit COSEF mitterrandiste, et confrontée à un « déficit encore important ». Si les mitterrandistes ont toujours les 8 sièges du Bureau national, ils ne sont plus que 12 sur 36 au conseil d'administration, face à 12 militants CERES, 6 de l'UNEF-US et 6 du MAS (Mouvement d'action syndicale, proche de la C.F.D.T.), ceux de l'UNEF-RE ayant démissionné.
La direction de l'UNEF se déclare alors obligée « de faire appel à un administrateur judiciaire » pour organiser les élections, qui n'auront lieu qu'un mois plus tard, au printemps 1979. Au cours de l'hiver 1978-1979, André Bergeron et André Henry, respectivement patrons de FO et de la FEN, réclament le départ de Serge Lagauche de la présidence de la MNEF, car aucune élection n'a été organisée depuis juin 1975 malgré la nomination six mois plus tôt (mai 1978) d'un administrateur judiciaire et les réclamations de l'UNEF Renouveau.
Le 19 janvier 1979, le conseil d'administration de la MNEF est chargé d'élire un nouveau président après la démission de Serge Lagauche. Mais la réunion est écourtée en invoquant la présence menaçante du service d'ordre du PCF, dirigé par Pierre Laurent, et de celui de l'Alliance des jeunes pour le socialisme (AJS, lambertiste), émanant chacun des deux UNEF issues de la scission de 1979.
Tous deux se mettent finalement d'accord avec le PS sur un successeur, le socialiste Jean-Michel Grosz, vice-président de la MNEF, soutenu par les trotskistes de l'AJS qui dirigent l'UNEF-US.
D'autres candidats sont rejetés, comme le mitterrandiste Jean-Marie Le Guen qui dirige le MJS, ou Jean Veillon, soutenu par les 12 administrateurs  de la MNEF proches du CERES. Les administrateurs CERES et d'autres étant absents pour boycotter le scrutin, il s'avère impossible d'atteindre le quorum. Cet échec amène le bureau exécutif du PS à étudier cinq jours plus tard le dossier. Dès le 24 janvier, c'est le secrétariat national du PS qui décide à l'unanimité que Jean-Michel Grosz doit succéder à Serge Lagauche.
« Nous risquons de ne plus pouvoir faire face à nos obligations » déclare le 22 mars à la presse le nouveau président, en rappelant que depuis 1974, L'État fixe le taux de la cotisation étudiante et ne tient pas compte de la forte inflation découlant du Premier choc pétrolier. Il demande donc aux autorités de tutelle de combler le déficit de 17 millions de francs et de concevoir un nouveau mode de financement.
Le 30 mars 1979, à Bordeaux, lors d'une conférence de presse, l'Union nationale des sociétés étudiantes mutualistes régionales commente ces déclarations pour rappeler qu'elle considère que la MNEF est trop soumise à la politique, oubliant son propre rôle dans les stratégies de l'État et de certains ministères. La concurrente de la MNEF n'en annonce pas moins 150.000 adhérents, en progression par rapport aux 300.000 environ de la mutuelle historique. L'USEM réclame à cette occasion une révision des modalités de calcul des remises de gestion de sécurité sociale, via une concertation entre les sociétés mutualistes étudiantes et la CNAM pour établir les coûts réels.
À la mi-juin 79, la validation par les adhérents via les élections préparant le congrès est retardée au mois de juillet. Les 7 et 8 juillet suivants, les 200 participants au congrès décident le relèvement de la cotisation de 150 à 185 francs et regrettent « la division persistante », concrétisée dès le premier jour par le départ des délégués UNEF (ex-Renouveau), dénonçant des irrégularités car leur liste avait été invalidée aux printemps.
Le nouveau conseil d'administration élu en 1979 reste dominé par les socialistes (26 sièges sur 36), tandis que le bureau national est entièrement socialiste . La tendance UNEF-Unité syndicale des trotskistes de l'Alliance des jeunes pour le socialisme obtient cependant 8 sièges, un de plus qu'en 1975. Ainsi, le poids de l'Organisation communiste internationaliste, mouvement trotskyste lambertiste, s'accroît très légèrement dans la MNEF, avec l'espoir d'influencer son nouveau président, Jean-Michel Grosz, membre du Parti socialiste, tandis qu'Olivier Spithakis, étudiant à Sup de Co Marseille et également membre du PS, devient trésorier,. Les socialistes vont en échange faciliter des rapprochements en faveur des trotskistes sur le plan syndical, pour transformer l'UNEF-US en UNEF-ID en 1980. La CFDT, la CGT et la FNMF suivent ces évolutions plus ou moins de près.

### Les années 1980: dérive de la MNEF
Dans les années 1980, la MNEF est critiquée pour ses dérives financières mais aussi pour être devenue une école carriériste et sexiste. La moitié des anciens dirigeants de la MNEF ont accédé à des responsabilités politico-administratives par la suite, mais seulement deux des 44 étudiants qui sont passés par le bureau national de 1973 à 1986 sont des femmes. La mutuelle apparaît alors comme la chasse gardée d'un seul syndicat, et au sein de ce syndicat, celle des hommes. En juin 1982, les listes UNEF-ID n’obtiennent que 24 % des voix aux élections pour les conseils d’UER mais plus de 80 % aux élections de la MNEF. Au cours de ces années 1980, les principaux responsables étudiants de la MNEF touchent une indemnité équivalente à deux fois le SMIC mensuel .
En 1982, un rapport de la Cour des comptes critique la gestion pratiquée par les salariés de la MNEF. Olivier Spithakis, trésorier, semble être le plus menacé au sein de la mutuelle. En février 1983, c'est pourtant lui qui sera proposé et imposé comme nouveau directeur général de la MNEF par Jean-Michel Grosz. Durant presque 20 ans, la direction de la MNEF bénéficie du soutien actif des différents gouvernements qui se succèdent. Spithakis obtient encore de François Bayrou, ministre de l'Education nationale, « de nombreux avantages, entre autres la prolongation de 26 à 28 ans du statut d'étudiant, la carte Jeune gérée en partenariat avec les mutuelles régionales ».
Olivier Spithakis, fort de ses liens avec le gouvernement socialiste (il est le logisticien de la campagne de François Mitterrand dans le Sud-Est, en 1981) et avec André Bergeron, le secrétaire général de la Confédération générale du travail - Force ouvrière, obtient un assainissement financier important de la mutuelle. Force ouvrière préside alors aux destinées de la Caisse nationale d'assurance maladie des travailleurs salariés. « Soucieux de contrer l'influence communiste chez les étudiants, il convainc le CNPF d'accorder à la MNEF une remise de dette de plus de 70 millions de francs ». Dans les semaines suivantes, la CNAM (Caisse nationale d'assurance-maladie) accorde à la MNEF un moratoire sur ses dettes et une avance de 30 millions de francs.
De plus, en 1983, le gouvernement augmente substantiellement (à hauteur de 290 F) la cotisation Sécurité sociale des étudiants reversée quasi intégralement à la MNEF.
Pendant toutes ces années, les dérives de gestion de MNEF sont innombrables : elles concernent les salaires (100 000 F par mois) et émoluments d'Olivier Spithakis, l'embauche prioritaire des militants de l'Unef-ID liés d'une manière générale au mouvement trotskiste, puis intégrés dans le parti socialiste comme Jean-Christophe Cambadélis ou Marc Rozenblat, président de l'Unef-ID. La direction crée un ensemble de filiales afin d'« opacifier » sa gestion. Ces structures satellites servent des intérêts politiques et permettent de salarier des personnalités telles que Jean-Marie Le Guen, Bruno Le Roux, Laurence Rossignol,,,, Fodé Sylla, l'ex-président de SOS Racisme, ou Sylvie Andrieux. Elles permettent de créer des systèmes de fausses factures ou des montages financiers sophistiqués. Par exemple pour la filiale EFIC, spécialisée dans l'imprimerie. Grâce à la vente de sa société Iram, Marc Rozenblat encaisse 17 millions de francs de plus-value.
Le départ annoncé fin septembre 1998 d'Olivier Spithakis, à la direction de la mutuelle étudiante depuis treize ans, coïncide avec la nomination d'un administrateur provisoire et des révélations de la presse sur les opérations menées avec l'homme d'affaires Wilson Bihi Zenou. L'ensemble de ces dérives conduisent à l'affaire de la MNEF qui éclatera seulement en 1998 et qui se conclura notamment par des condamnations pour « complicité d'abus de biens sociaux, détournements de fonds publics et abus de confiance ». Ces malversations se sont exercées au détriment de l'intérêt des adhérents de la mutuelle.

### Années 1990: tentative de sauvetage et fin de la MNEF
À partir d'une initiative en 1994 de Simone Veil, alors Ministre de la santé, la MNEF est mandatée pour créer des centres de santé appelés Maisons des Jeunes et de la Santé accessible gratuitement à tous les étudiants souhaitant recevoir des soins.
En 1999, les élus étudiants tentent de reprendre aux salariés la direction de la mutuelle. Ils découvrent alors une situation catastrophique des comptes et des pratiques. Ils lancent alors un plan de la dernière chance pour sauver la mutuelle.
Les élus étudiants au conseil d'administration de la MNEF en 1999, présidé par Pouria Amirshahi, décident de se constituer partie civile contre la gestion faite par leurs prédécesseurs. Ils affichent alors une volonté de rupture avec les dérives commerciales de la mutuelle.
La Mutuelle nationale des étudiants de France est alors secouée par une grave crise financière et judiciaire. Une liste commune aux deux UNEF est constituée. Les élections donnent cette liste changer la Mnef, vainqueur. Devenu dirigeant de la mutuelle, un plan de sauvetage est tenté. Il s’agit de recentrer la mutuelle sur ses fonctions essentielles, et de mettre fin à la politique hasardeuse de filiales de l’ancienne direction.
Du strict point de la santé, ils choisissent d’élargir et de moderniser la politique de remboursement (pilule microdosée…). Enfin, ils souhaitent rétablir le contrôle démocratique des adhérents sur la direction de la mutuelle. Mais ils n’ont pas le temps de mener leur plan à terme. Six mois plus tard, la mutuelle étudiante est mise sous tutelle par la Commission de contrôle des mutuelles et des institutions de prévoyance. Le mutualisme étudiant traversant une période de crise, la MNEF est finalement liquidée. Afin de préserver le régime étudiant de sécurité sociale, une nouvelle mutuelle est créée, La mutuelle des étudiants (LMDE).
En 2015, la liquidation de la MNEF n'était pas encore achevée.

### Liste des présidents de la MNEF
- 1948-1950 : Pierre Trouvat
- 1950-1951 : Pierre Sicard
- 1951-1955 : Jacques Etchevery
- 1955-1956 : Jacques-Antoine Gau
- 1956-1958 : Jacques Bertherat
- 1958-1959 : Daniel Frachon
- 1959-1960 : François Dubin
- 1960-1961 : Alain Simonin
- 1961-1962 : Georges Videcoq
- 1962-1963 : Martine Michelland-Bidegain
- 1963-1964 : Antoine Griset
- 1964-1965 : Henri Lapparent
- 1965-1967 : Christian Blanc
- 1967-1968 : Jacques Hollard
- 1968 (avril à octobre) : Patrick de Gavre
- 1968 (novembre-décembre) : Michel Bernard
- 1968-1969 : Pierre Bauby
- 1969-1970 : Pierre Masson (Mnef)
- 1970-1971 : Marc Gentes
- 1971-1972 : Alain Schremp
- 1972-1973 : Gérard Jacot
- 1973-1974 : Bernard Loup
- 1974-1979 : Serge Lagauche
- 1979-1987 : Jean-Michel Grosz
- 1987-1994 : Dominique Lévèque
- 1995-1999 : Marie-Dominique Linale
- 1999-2000 : Pouria Amirshahi